# Tapes
Tapes es un municipio brasileño del estado de Rio Grande do Sul. Se localiza a una latitud 30º40'24" Sur y a una longitud 51º23'45" Oeste, estando a una altitud de 7 metros. Su población estimada en 2004 era de 17 448 habitantes.
Posee un área de 805,36 km².  Es un municipio que forma parte de la cuenca hidrográfica del río Camacuã.
El nombre de este municipio y localidad procede del de los extinguidos indígenas Tapes.
- Datos: Q1785886
- Multimedia: Tapes (Rio Grande do Sul) / Q1785886